# قائمة الفائزين بميداليات دورة الألعاب البارالمبية الشتوية 2014
الألعاب البارالمبية الشتوية 2014، المعروفة رسميًا بـدورة الألعاب البارالمبية الشتوية الحادية عشرة، أو الألعاب البارالمبية الشتوية الحادية عشرة، أقيمت في الفترة من 7 إلى 16 مارس 2014 في سوتشي، روسيا. تنافس في 72 حدثًا ضمن 5 تخصصات رياضية شتوية.

## التزلج الألبي

### أحداث السيدات
| الحدث              | الفئة    | الذهبية                                               | الذهبية | الفضية                                                  | الفضية  | البرونزية                                               | البرونزية |
| ------------------ | -------- | ----------------------------------------------------- | ------- | ------------------------------------------------------- | ------- | ------------------------------------------------------- | --------- |
| انحدار             | ضعف بصري | هينريتا فاركاشوفا · مرشد: ناتاليا سوبتروفا · سلوفاكيا | 1:31.55 | جايد إثيرينغتون · مرشد: كارولين باويل · بريطانيا العظمى | 1:34.28 | ألكسندرا فرانتشيفا · مرشد: بافل زابوتين · روسيا         | 1:35.78   |
| انحدار             | جلوس     | آنا شافيلهوبير · ألمانيا                              | 1:35.55 | ألانا نيكولز · الولايات المتحدة                         | 1:35.69 | لوري ستيفنز · الولايات المتحدة                          | 1:36.94   |
| انحدار             | وقوف     | ماري بوشيه · فرنسا                                    | 1:30.72 | إنغا ميدفيديفا · روسيا                                  | 1:32.19 | أليسون جونز · الولايات المتحدة                          | 1:34.09   |
| سوبر جي            | ضعف بصري | كيلي غالاغير · مرشد: شارلوت إيفانز · بريطانيا العظمى  | 1:28.72 | ألكسندرا فرانتشيفا · مرشد: بافل زابوتين · روسيا         | 1:28.94 | جايد إثيرينغتون · مرشد: كارولين باويل · بريطانيا العظمى | 1:29.76   |
| سوبر جي            | جلوس     | آنا شافيلهوبير · ألمانيا                              | 1:29.11 | كلوديا لوش · النمسا                                     | 1:31.20 | لوري ستيفنز · الولايات المتحدة                          | 1:32.09   |
| سوبر جي            | وقوف     | ماري بوشيه · فرنسا                                    | 1:24.20 | سولين جامباك · فرنسا                                    | 1:26.20 | ستيفاني جالين · الولايات المتحدة                        | 1:30.14   |
| تزلج متعرج عملاق   | ضعف بصري | هينريتا فاركاشوفا · مرشد: ناتاليا سوبتروفا · سلوفاكيا | 2:48.63 | ألكسندرا فرانتشيفا · مرشد: بافل زابوتين · روسيا         | 2:54.91 | جيسيكا غالاغير · مرشد: كريستيان جيجير · أستراليا        | 3:02.11   |
| تزلج متعرج عملاق   | جلوس     | آنا شافيلهوبير · ألمانيا                              | 2:51.26 | كلوديا لوش · النمسا                                     | 2:55.91 | أنا-لينا فورستر · ألمانيا                               | 2:59.33   |
| تزلج متعرج عملاق   | وقوف     | ماري بوشيه · فرنسا                                    | 2:38.84 | أندريا روثفوس · ألمانيا                                 | 2:39.70 | سولين جامباك · فرنسا                                    | 2:46.81   |
| تزلج متعرج         | ضعف بصري | ألكسندرا فرانتشيفا · روسيا                            | 2:01.24 | جايد إثيرينغتون · بريطانيا العظمى                       | 2:01.89 | هينريتا فاركاشوفا · سلوفاكيا                            | 2:02.94   |
| تزلج متعرج         | جلوس     | آنا شافيلهوبير · ألمانيا                              | 2:09.93 | أنا-لينا فورستر · ألمانيا                               | 2:14.35 | كيمبرلي جوينز · كندا                                    | 2:15.16   |
| تزلج متعرج         | وقوف     | أندريا روثفوس · ألمانيا                               | 1:59.85 | إنغا ميدفيديفا · روسيا                                  | 2:06.70 | بيترا سمارزوفا · سلوفاكيا                               | 2:06.91   |
| سوبر كومبايند      | ضعف بصري | ألكسندرا فرانتشيفا · مرشد: بافل زابوتين · روسيا       | 2:27.75 | جايد إثيرينغتون · مرشد: كارولين باويل · بريطانيا العظمى | 2:28.38 | دانييل أمستيد · مرشد: روبرت أمستيد · الولايات المتحدة   | 2:42.09   |
| سوبر كومبايند      | جلوس     | آنا شافيلهوبير · ألمانيا                              | 2:33.30 | أنا-لينا فورستر · ألمانيا                               | 2:38.96 | لم تُمنح                                                 | لم تُمنح   |
| سوبر كومبايند      | وقوف     | ماري بوشيه · فرنسا                                    | 2:18.39 | أندريا روثفوس · ألمانيا                                 | 2:22.74 | ستيفاني جالين · الولايات المتحدة                        | 2:23.13   |
| تزلج عبر لوح الثلج | وقوف     | بيبيان مينتل-سبي · هولندا                             | 1:57.43 | سيسيل هيرنانديز · فرنسا                                 | 2:07.31 | إيمي بوردي · الولايات المتحدة                           | 2:14.29   |

### أحداث الرجال
| الحدث              | الفئة    | الذهبية                                                       | الذهبية | الفضية                                                        | الفضية  | البرونزية                                                           | البرونزية |
| ------------------ | -------- | ------------------------------------------------------------- | ------- | ------------------------------------------------------------- | ------- | ------------------------------------------------------------------- | --------- |
| انحدار             | ضعف بصري | جون سانتاكانا مايزتيغي · مرشد: ميغيل غاليندو غارسيس · إسبانيا | 1:21.76 | ميروسلاف هاروس · مرشد: ماروس هوديك · سلوفاكيا                 | 1:22.01 | ماك ماركو · مرشد: روبن فيمي · كندا                                  | 1:23.02   |
| انحدار             | جلوس     | أكيرا كانو · اليابان                                          | 1:23.80 | جوش دوك · كندا                                                | 1:24.19 | تاكيشي سوزوكي · اليابان                                             | 1:24.75   |
| انحدار             | وقوف     | ماركوس سالتشر · النمسا                                        | 1:24.35 | أليكسي بوغايف · روسيا                                         | 1:24.41 | فنسنت غوتييه-مانويل · فرنسا                                         | 1:25.30   |
| سوبر جي            | ضعف بصري | ياكوب كراكو · مرشد: مارتن موتيكا · سلوفاكيا                   | 1:20.58 | مارك باثوم · مرشد: كيد ياماموتو · الولايات المتحدة            | 1:20.71 | ماك ماركو · مرشد: روبن فيمي · كندا                                  | 1:20.77   |
| سوبر جي            | جلوس     | أكيرا كانو · اليابان                                          | 1:19.51 | تايكي موري · اليابان                                          | 1:21.60 | كالب بروسو · كندا                                                   | 1:22.05   |
| سوبر جي            | وقوف     | ماركوس سالتشر · النمسا                                        | 1:20.92 | ماتياس لانزينغر · النمسا                                      | 1:21.33 | أليكسي بوغايف · روسيا                                               | 1:22.30   |
| تزلج متعرج عملاق   | ضعف بصري | ماك ماركو · مرشد: روبن فيمي · كندا                            | 2:29.62 | ياكوب كراكو · مرشد: مارتن موتيكا · سلوفاكيا                   | 2:31.66 | فاليري ريدكوزوبوف · مرشد: إيفغيني غيروييف · روسيا                   | 2:33.57   |
| تزلج متعرج عملاق   | جلوس     | كريستوف كونز · سويسرا                                         | 2:32.73 | كوري بيترز · نيوزيلندا                                        | 2:33.20 | رومان رابل · النمسا                                                 | 2:33.31   |
| تزلج متعرج عملاق   | وقوف     | فنسنت غوتييه-مانويل · فرنسا                                   | 2:25.87 | أليكسي بوغايف · روسيا                                         | 2:27.87 | ماركوس سالتشر · النمسا                                              | 2:28.14   |
| تزلج متعرج         | ضعف بصري | فاليري ريدكوزوبوف · مرشد: إيفغيني غيروييف · روسيا             | 1:43.21 | يون سانتاكانا مايزتيغي · مرشد: ميغيل غاليندو غارسيس · إسبانيا | 1:46.82 | كريس ويليامسون · مرشد: نيك براش · كندا                              | 1:48.61   |
| تزلج متعرج         | جلوس     | تاكيشي سوزوكي · اليابان                                       | 1:53.78 | فيليب بوناديمان · النمسا                                      | 1:56.46 | رومان رابل · النمسا                                                 | 1:56.64   |
| تزلج متعرج         | وقوف     | أليكسي بوغايف · روسيا                                         | 1:38.97 | فنسنت غوتييه-مانويل · فرنسا                                   | 1:40.24 | ألكساندر أليابييف · روسيا                                           | 1:40.74   |
| سوبر كومبايند      | ضعف بصري | فاليري ريدكوزوبوف · مرشد: إيفغيني غيروييف · روسيا             | 2:15.87 | مارك باثوم · مرشد: كيد ياماموتو · الولايات المتحدة            | 2:17.38 | غابرييل خوان غورس ييبيس · مرشد: جوسيب أرناو فيرير فينتورا · إسبانيا | 2:20.36   |
| سوبر كومبايند      | جلوس     | جوش دوك · كندا                                                | 2:18.20 | جوستين كالهون · الولايات المتحدة                              | 2:19.09 | رومان رابل · النمسا                                                 | 2:20.20   |
| سوبر كومبايند      | وقوف     | أليكسي بوغايف · روسيا                                         | 2:09.72 | ماتياس لانزينغر · النمسا                                      | 2:10.82 | توبي كان · أستراليا                                                 | 2:14.14   |
| تزلج عبر لوح الثلج | وقوف     | إيفان سترونج · الولايات المتحدة                               | 1:43.61 | مايكل شي · الولايات المتحدة                                   | 1:44.18 | كيث غابل · الولايات المتحدة                                         | 1:47.10   |

## البياتلون

### أحداث السيدات
| الحدث          | الفئة    | الذهبية                                         | الذهبية | الفضية                                          | الفضية  | البرونزية                                          | البرونزية |
| -------------- | -------- | ----------------------------------------------- | ------- | ----------------------------------------------- | ------- | -------------------------------------------------- | --------- |
| 6 كيلومترات    | ضعف بصري | ميكالينا ليسوفا · مرشد: أليكسي إيفانوف · روسيا  | 20:03.2 | يوليا بوداليفا · مرشد: تاتيانا مالتسيفا · روسيا | 20:31.7 | أوكسانا شيشكوفا · مرشد: لادا نيستيرينكو · أوكرانيا | 20:49.0   |
| 6 كيلومترات    | جلوس     | أندريا إيسكاو · ألمانيا                         | 19:12.4 | سفيتلانا كونوفالوفا · روسيا                     | 19:31.1 | أولينا يوروفسكا · أوكرانيا                         | 19:39.6   |
| 6 كيلومترات    | وقوف     | إيلينا كوفمان · روسيا                           | 18:27.2 | آنا ميلنينا · روسيا                             | 18:57.4 | يوليا باتنكوفا · أوكرانيا                          | 19:17.7   |
| 10 كيلومترات   | ضعف بصري | ميكالينا ليسوفا · مرشد: أليكسي إيفانوف · روسيا  | 30:11.5 | يوليا بوداليفا · مرشد: تاتيانا مالتسيفا · روسيا | 30:38.9 | أوكسانا شيشكوفا · مرشد: لادا نيستيرينكو · أوكرانيا | 35:01.4   |
| 10 كيلومترات   | جلوس     | أنيا ويكر · ألمانيا                             | 32:54.4 | سفيتلانا كونوفالوفا · روسيا                     | 33:36.7 | ليودميلا بافلينكو · أوكرانيا                       | 34:22.6   |
| 10 كيلومترات   | وقوف     | إيلينا كوفمان · روسيا                           | 29:57.1 | أولكسندرا كونونوفا · أوكرانيا                   | 30:33.7 | ناتاليا براتيوك · روسيا                            | 30:57.6   |
| 12.5 كيلومترات | ضعف بصري | يوليا بوداليفا · مرشد: تاتيانا مالتسيفا · روسيا | 35:25.9 | ميكالينا ليسوفا · مرشد: أليكسي إيفانوف · روسيا  | 37:21.0 | أوكسانا شيشكوفا · مرشد: لادا نيستيرينكو · أوكرانيا | 37:48.8   |
| 12.5 كيلومترات | جلوس     | سفيتلانا كونوفالوفا · روسيا                     | 40:44.0 | أنيا ويكر · ألمانيا                             | 41:27.1 | أولينا يوروفسكا · أوكرانيا                         | 41:30.8   |
| 12.5 كيلومترات | وقوف     | أولكسندرا كونونوفا · أوكرانيا                   | 40:30.6 | إيلينا كوفمان · روسيا                           | 40:32.7 | ناتاليا براتيوك · روسيا                            | 41:00.9   |

### أحداث الرجال
| الحدث          | الفئة    | الذهبية                                          | الذهبية | الفضية                                                | الفضية  | البرونزية                                                                                            | البرونزية |
| -------------- | -------- | ------------------------------------------------ | ------- | ----------------------------------------------------- | ------- | --- | --------- |
| 7.5 كيلومترات  | ضعف بصري | فيتالي لوكيانينكو · مرشد: بوريس بابار · أوكرانيا | 20:18.8 | نيكولاي بوليوكين · مرشد: أندري توكارييف · روسيا       | 20:29.8 | فاسيلي شابسيابوي · مرشد: ميخائيل ليبيدزيو · بيلاروس                                                  | 21:06.6   |
| 7.5 كيلومترات  | جلوس     | رومان بيتوخوف · روسيا                            | 21:03.7 | ماكسيم ياروفي · أوكرانيا                              | 21:11.9 | كوزو كوبو · اليابان                                                                                  | 21:45.6   |
| 7.5 كيلومترات  | وقوف     | فلاديسلاف ليكومستسيف · روسيا                     | 19:13.7 | مارك أرندز · كندا                                     | 19:14.4 | آزات كاراتشورين · روسيا                                                                              | 19:14.9   |
| 12.5 كيلومترات | ضعف بصري | فيتالي لوكيانينكو · مرشد: بوريس بابار · أوكرانيا | 31:04.0 | نيكولاي بوليوكين · مرشد: أندري توكارييف · روسيا       | 31:14.3 | فاسيلي شابسيابوي · مرشد: ميخائيل ليبيدزيو · بيلاروس                                                  | 31:59.0   |
| 12.5 كيلومترات | جلوس     | رومان بيتوخوف · روسيا                            | 34:48.8 | أليكسي بيتشينوك · روسيا                               | 35:29.7 | غريغوري موريغين · روسيا                                                                              | 35:59.6   |
| 12.5 كيلومترات | وقوف     | آزات كاراتشورين · روسيا                          | 29:30.0 | نيلس-إريك أولسيت · النرويج                            | 30:24.6 | مارك أرندز · كندا                                                                                    | 30:31.0   |
| 15 كيلومترات   | ضعف بصري | نيكولاي بوليوكين · مرشد: أندري توكارييف · روسيا  | 36:42.9 | أناتولي كوفاليفسكي · مرشد: أولكسندر موكشين · أوكرانيا | 38:18.2 | فيتالي لوكيانينكو · مرشد: بوريس بابار · أوكرانيا · ستانيسلاف تشوخلايف · مرشد: ماكسيم بيروغوف · روسيا | 38:21.6   |
| 15 كيلومترات   | جلوس     | رومان بيتوخوف · روسيا                            | 42:20.8 | غريغوري موريغين · روسيا                               | 44:25.7 | ألكسندر دافيدوفيتش · روسيا                                                                           | 44:46.2   |
| 15 كيلومترات   | وقوف     | غريغوري فوفشينسكي · أوكرانيا                     | 37:41.1 | نيلس-إريك أولسيت · النرويج                            | 37:44.2 | كيريل ميخايلوف · روسيا                                                                               | 37:45.6   |

## التزلج الريفي

### أحداث السيدات
| الحدث                 | الفئة    | الذهبية                                          | الذهبية | الفضية                                           | الفضية  | البرونزية                                                  | البرونزية |
| --------------------- | -------- | ------------------------------------------------ | ------- | ------------------------------------------------ | ------- | ---------------------------------------------------------- | --------- |
| 1 كيلومتر سباق السرعة | ضعف بصري | ميكالينا ليسوفا · مرشد: أليكسي إيفانوف · روسيا   | 4:11.5  | إيلينا ريميزوفا · مرشد: ناتاليا ياكيموفا · روسيا | 4:17.1  | أوكسانا شيشكوفا · مرشد: لادا نيستيرينكو · أوكرانيا         | 4:24.6    |
| 1 كيلومتر سباق السرعة | جلوس     | ماريان مارتينسن · النرويج                        | 2:45.6  | تاتيانا مكفادين · الولايات المتحدة               | 2:45.7  | مارتا زاينولين · روسيا                                     | 2:46.6    |
| 1 كيلومتر سباق السرعة | وقوف     | آنا ميلنينا · روسيا                              | 4:26.9  | يوليا باتنكوفا · أوكرانيا                        | 4:31.4  | إيلينا كوفمان · روسيا                                      | 4:31.7    |
| 5 كيلومترات           | ضعف بصري | إيلينا ريميزوفا · مرشد: ناتاليا ياكيموفا · روسيا | 13:23.8 | ميكالينا ليسوفا · مرشد: أليكسي إيفانوف · روسيا   | 13:27.7 | يوليا بوداليفا · مرشد: تاتيانا مالتسيفا · روسيا            | 13:28.6   |
| 5 كيلومترات           | جلوس     | أندريا إيسكاو · ألمانيا                          | 16:08.6 | ليودميلا بافلينكو · أوكرانيا                     | 16:27.0 | أوكسانا ماسترز · الولايات المتحدة                          | 17:04.8   |
| 5 كيلومترات           | وقوف     | آنا ميلنينا · روسيا                              | 13:31.9 | يوليا باتنكوفا · أوكرانيا                        | 13:44.4 | أولكسندرا كونونوفا · أوكرانيا                              | 13:46.9   |
| 12 كيلومترات          | جلوس     | ليودميلا بافلينكو · أوكرانيا                     | 38:54:3 | أوكسانا ماسترز · الولايات المتحدة                | 39:16:0 | سفيتلانا كونوفالوفا · روسيا                                | 39:49:8   |
| 15 كيلومترات          | ضعف بصري | إيلينا ريميزوفا · مرشد: ناتاليا ياكيموفا · روسيا | 49:10.2 | ميكالينا ليسوفا · مرشد: أليكسي إيفانوف · روسيا   | 50:47.5 | يادفيها سكوراباهاتايا · مرشد: إيرينا نافرانوفيتش · بيلاروس | 55:46.5   |
| 15 كيلومترات          | وقوف     | هيلين ريبا · السويد                              | 49:49.2 | يوليا باتنكوفا · أوكرانيا                        | 49:53.1 | آنا ميلنينا · روسيا                                        | 51:27.3   |

### أحداث الرجال
| الحدث                 | الفئة    | الذهبية                                      | الذهبية | الفضية                                            | الفضية  | البرونزية                                     | البرونزية |
| --------------------- | -------- | -------------------------------------------- | ------- | ------------------------------------------------- | ------- | --------------------------------------------- | --------- |
| 1 كيلومتر سباق السرعة | ضعف بصري | برايان ماكيفر · مرشد: غراهام نيشيكاوا · كندا | 3:59.6  | زيبيستيان مودين · مرشد: ألبين أكروت · السويد      | 4:01.4  | أوليغ بونوماريف · مرشد: أندري رومانوف · روسيا | 4:05.0    |
| 1 كيلومتر سباق السرعة | جلوس     | رومان بيتوخوف · روسيا                        | 2:05.78 | غريغوري موريغين · روسيا                           | 2:08.67 | ماكسيم ياروفي · أوكرانيا                      | 2:07.59   |
| 1 كيلومتر سباق السرعة | وقوف     | كيريل ميخايلوف · روسيا                       | 3:53.5  | روشين ميننيغولوف · روسيا                          | 3:53.8  | فلاديسلاف ليكومستسيف · روسيا                  | 3:54.6    |
| 10 كيلومترات          | ضعف بصري | برايان ماكيفر · مرشد: إريك كارلتون · كندا    | 23:18.1 | ستانيسلاف تشوخلايف · مرشد: ماكسيم بيروغوف · روسيا | 23:25.1 | توماس كلاريون · مرشد: جوليان بورلا · فرنسا    | 24:14.9   |
| 10 كيلومترات          | جلوس     | كريس كليبل · كندا                            | 30:52.0 | ماكسيم ياروفي · أوكرانيا                          | 31:06.5 | غريغوري موريغين · روسيا                       | 31:18.2   |
| 10 كيلومترات          | وقوف     | ألكسندر برونكوف · روسيا                      | 23:59.5 | فلاديمير كونونوف · روسيا                          | 24:00.7 | فلاديسلاف ليكومستسيف · روسيا                  | 24:06.5   |
| 15 كيلومترات          | جلوس     | رومان بيتوخوف · روسيا                        | 40:51.6 | إيرك زاريبوف · روسيا                              | 41:55.1 | ألكسندر دافيدوفيتش · روسيا                    | 42:08.6   |
| 20 كيلومترات          | ضعف بصري | برايان ماكيفر · مرشد: إريك كارلتون · كندا    | 52:37.1 | ستانيسلاف تشوخلايف · مرشد: ماكسيم بيروغوف · روسيا | 53:43.3 | زيبيستيان مودين · مرشد: ألبين أكروت · السويد  | 56:34.9   |
| 20 كيلومترات          | وقوف     | روشين ميننيغولوف · روسيا                     | 50:55.1 | إيلكا تومستو · فنلندا                             | 51:31.5 | فلاديسلاف ليكومستسيف · روسيا                  | 51:44.6   |

### أحداث التتابع
| الحدث                  | الفئة | الذهبية | الذهبية | الفضية  | الفضية                                                                                    | البرونزية | البرونزية |
| ---------------------- | --- | ------- | --- | ------- | ----------------------------------------------------------------------------------------- | --------- | --------- |
| 4 × 2.5 كم تتابع مختلط | روسيا (RUS) · إيلينا كوفمان · سفيتلانا كونوفالوفا · نيكولاي بوليوكين · مرشد: أندري توكارييف · إيلينا ريميزوفا · مرشد: ناتاليا ياكيموفا | 27:35.6 | السويد (SWE) · زيبيستيان مودين · مرشد: ألبين أكروت · هيلين ريبا                                                              | 27:44.3 | النرويج (NOR) · إريك بي · مرشد: كريستيان ماير هيلرود · ماريان مارتينسن · نيلس-إريك أولسيت | 27:53.6   |           |
| 4 × 2.5 كم تتابع مفتوح | روسيا (RUS) · فلاديسلاف ليكومستسيف · روشين ميننيغولوف · غريغوري موريغين · رومان بيتوخوف                                                | 24:22.8 | أوكرانيا (UKR) · أولينا يوروفسكا · فيتالي لوكيانينكو · مرشد: بوريس بابار · إيغور ريبيوخ · يوري أوتكين · مرشد: فيتالي كازاكوف | 25:17.9 | فرنسا (FRA) · توماس كلاريون · مرشد: جوليان بورلا · بنجامين دافيه                          | 25:30.3   |           |

## الكيرلنغ
| الحدث | الفئة                                                                             | الذهبية                                                                                                  | الفضية                                                                                      | البرونزية |
| ----- | --------------------------------------------------------------------------------- | --- | ------------------------------------------------------------------------------------------- | --------- |
| مختلط | كندا (CAN) · جيم أرمسترونغ · دينيس ثيسن · إينا فورست · سونيا غوديت · مارك إيديسون | روسيا (RUS) · أندريه سميرنوف · ألكسندر شيفشينكو · سفيتلانا باخوموفا · مارات رومانوف · أوكسانا سليزارينكو | بريطانيا العظمى (GBR) · آيلين نيلسون · غريغور إيوان · بوب ماكفيرسون · جيم غولت · أنجي مالون |           |

## هوكي التزلج على الجليد
| الحدث | الفئة | الذهبية | الفضية | البرونزية |
| ----- | --- | --- | --- | --------- |
| مختلط | الولايات المتحدة (USA) | روسيا (RUS) | كندا (CAN) |           |
| مختلط | تايلر كارون ستيف أنتوني تايلور شيس ديكلان فارمر نيكو لاندروس جين لي تايلور ليبسيت دان مكوي كيفن ماكي آدم بيج جوش بولس ريكو رومان برودي رويبال بول شاوس غريغ شو جوشوا سويني آندي يوحي | أليكسي أموسوف ماكسيم أندريانوف أندري دفينياينوف ميخائيل إيفانوف فلاديمير كامايايف إيفان كوزنيتسوف ديمتري ليسوف فلاديمير ليتفينينكو أليكسي ليسوف يفغيني بيتروف إيليا بوبوف فاديم سيلويوكين كونستانتين شيخوف نيكولاي تيرينتييف روسلان توتشين فاسيلي فارلاكوف إيليا فولكوف | ستيف أرسينولت براد بودن بيلي بريدجز بن ديلاني آدم ديكسون مارك دوريون أنطوني غالي جيمس جيميل دومينيك لاروك كارل لودفيغ تايلر ماكغريغور غرايم موراي كيفن ريمبيل بينوا سانت-أماند كوربن واتسون غريغ وستليك ديريك ويتسون |           |